# غونيلا بيرسون
غونيلا بيرسون (بالسويدية: Gunilla Persson)‏ هي عارضة سويدية، ولدت في 31 ديسمبر 1958 في نورشوبينغ في السويد.
في 13 أبريل 2017، تعرض منزل بيرسون في باسيفيك باليساديس الذي ظهر في سفينسكا هوليوودفروار لأضرار بالغة بسبب النيران. أصيبت والدة بيرسون البالغة من العمر 91 عامًا خلال الحادث.

## روابط خارجية
- غونيلا بيرسون على موقع IMDb (الإنجليزية)
- غونيلا بيرسون على موقع ميوزك برينز (الإنجليزية)
- غونيلا بيرسون على موقع أول ميوزيك (الإنجليزية)
- غونيلا بيرسون على موقع ديسكوغز (الإنجليزية)
- غونيلا بيرسون على موقع قاعدة بيانات الفيلم (الإنجليزية)